# Kabinet-Thorbecke I
Het kabinet-Thorbecke I was een liberaal Nederlands kabinet dat regeerde van 1 november 1849 tot en met 19 april 1853. 
Wacht op onze daden! Met die woorden introduceerde Thorbecke in november 1849 zijn kabinet. Hoewel het kabinet ook nederlagen leed, wist het veel bepalingen van de herziene Grondwet in zogenaamde 'organieke wetten' uit te werken. Het kabinet bracht onder meer de Gemeentewet, de Provinciale Wet, de Kieswet en de Wet op het recht van enquête tot stand. Daarnaast werden op economisch gebied allerlei maatregelen genomen om de handel te liberaliseren. De doorvoerrechten en vrijwel alle tollen op de Rijn en de IJssel werden afgeschaft.
Het kabinet werd gedomineerd door de liberaal Thorbecke. Daarnaast zaten er echter ook meer gematigde personen in, zoals minister van Justitie Nedermeijer ridder van Rosenthal en minister van Koloniën Pahud. In 1852 werd zelfs een uitgesproken conservatief, baron Forstner van Dambenoy, minister van Oorlog. Het kabinet telde één katholieke liberaal, Van Sonsbeeck.
Het kabinet kwam ten val nadat koning Willem III weigerde een conform de grondwet neutraal standpunt in te nemen bij het protestantse protest van de zogenaamde Aprilbeweging. Dit protest richtte zich tegen het herstel van de bisschoppelijke hiërarchie, ofwel tegen de hernieuwde invoering van rooms-katholieke bisdommen in Nederland. Het kabinet bood op 15 april 1853 zijn ontslag aan. Vier dagen later werden vier van de zeven ministers door de koning ontslagen, onder wie Thorbecke.

## Wetten
Behalve de genoemde wetten worden door het kabinet ook wettelijke regelingen tot stand gebracht voor:
- de posterijen
- de telegrafie
- het Nederlanderschap
- onteigening
- jacht en visserij
- het muntstelsel

## Ministers
| Minister van Buitenlandse Zaken                                                | Mr. H. van Sonsbeeck                        | liberaal           | tot 16 oktober 1852                     |
| Minister van Buitenlandse Zaken                                                | Mr. J.P.P. baron van Zuylen van Nijevelt    | liberaal           | vanaf 16 oktober 1852                   |
| Minister van Justitie                                                          | Mr. J.Th.H. Nedermeyer ridder van Rosenthal | cons. lib.         | tot 15 juli 1852                        |
| Minister van Justitie                                                          | Mr. M.P.H. Strens                           | liberaal           | vanaf 15 juli 1852                      |
| Minister van Binnenlandse Zaken                                                | Dr.Mr. J.R. Thorbecke                       | liberaal           |                                         |
| Minister van Financiën                                                         | Mr. P.Ph. van Bosse                         | liberaal           |                                         |
| Minister van Oorlog                                                            | Jhr. J.Th. van Spengler                     | geen pol. stroming | tot 15 juli 1852                        |
| Minister van Oorlog                                                            | H.F.Ch. baron Forstner van Dambenoy         | conservatief       | vanaf 15 juli 1852                      |
| Minister van Marine                                                            | E. Lucas                                    | geen pol. stroming | tot 20 april 1851                       |
| Minister van Marine                                                            | Jhr. J.Th. van Spengler                     | geen pol. stroming | a.i., 20 april 1851 tot 1 november 1851 |
| Minister van Marine                                                            | J. Enslie                                   | geen pol. stroming | vanaf 1 november 1851                   |
| Minister van Koloniën                                                          | Ch.F. Pahud                                 | cons. lib.         |                                         |
| Minister van Zaken der rooms-katholieke Eredienst                              | Mr. H. van Sonsbeeck                        | liberaal           | tot 16 oktober 1852                     |
| Minister van Zaken der rooms-katholieke Eredienst                              | Mr. M.P.H. Strens                           | liberaal           | vanaf 16 oktober 1852                   |
| Minister van Zaken van de Hervormde en andere Erediensten, behalve die der r-k | Mr. J.Th.H. Nedermeyer ridder van Rosenthal | cons. lib.         | tot 15 juli 1852                        |
| Minister van Zaken van de Hervormde en andere Erediensten, behalve die der r-k | Mr. P.Ph. van Bosse                         | liberaal           | vanaf 15 juli 1852                      |

## Wijzigingen bewindspersonen
Nadat de Tweede Kamer in 1851 een voorstel van minister Lucas van Marine tot herstel van de schipsluis bij de marinehaven van Den Helder had bestreden, trad de minister af. Een andere zeeofficier, Enslie, volgde hem op.
In augustus 1852 verwierp de Tweede Kamer met algemene stemmen een wetsvoorstel van Van Sonsbeeck tot goedkeuring van een verdrag met Frankrijk dat het kopiëren van wetenschappelijke en letterkundige werken moest tegengaan. Het liberale Tweede Kamerlid baron Van Zuylen van Nijevelt volgde hem op.
De minister van Justitie, Nedermeijer, vertrok in 1852, omdat de Tweede Kamer niet kon instemmen met zijn Wet op de rechterlijke organisatie. Eerder was zijn wetsvoorstel inzake het recht van vereniging en vergadering al verworpen. Nedermeijer werd opgevolgd door het katholiek-liberale Kamerlid Strens.

## Formatie
Na de val van het kabinet-De Kempenaer-Donker Curtius vroeg de koning aan Lightenvelt en Donker Curtius ('Licht' en 'Donker') het zittende kabinet te reconstrueren. De koning had een persoonlijke afkeer van Thorbecke en wilde hem buiten het kabinet houden. Donker vond dat Thorbecke wel in het kabinet moest worden opgenomen. De pogingen van Lightenvelt en Donker hadden echter geen succes.
Met machtiging van de koning vroeg Donker hierop aan Thorbecke en het gematigd liberale Kamerlid Nedermeijer om een kabinet te formeren. Zij kregen de opdracht dus niet direct van de koning. Thorbecke en Nedermeijer slaagden erin een overwegend liberale ministersploeg samen te stellen.
De kandidaten voor Oorlog en Marine werden door de koning echter afgewezen. Bovendien wilde de koning door middel van een vragenlijst van Thorbecke weten wat het programma van het kabinet was. Thorbecke weigerde hieraan te voldoen.
De koning vroeg vervolgens Kamervoorzitter Van Goltstein als formateur, maar deze gaf de opdracht vrijwel direct terug. Daarop vroeg de koning toch maar weer aan Thorbecke om formateur te worden. Er kwam nu snel een kabinet, met daarin op Marine en Oorlog ministers die wel voor de koning aanvaardbaar waren.
Schimmelpenninck ·
De Kempenaer-Donker Curtius ·
Thorbecke I ·
Van Hall-Donker Curtius ·
Van der Brugghen ·
Rochussen ·
Van Hall-Van Heemstra ·
Van Zuylen van Nijevelt-Van Heemstra ·
Thorbecke II ·
Fransen van de Putte ·
Van Zuylen van Nijevelt ·
Van Bosse-Fock ·
Thorbecke III ·
De Vries-Fransen van de Putte ·
Heemskerk-Van Lynden van Sandenburg ·
Kappeyne van de Coppello ·
Van Lynden van Sandenburg ·
Heemskerk Azn. ·
Mackay ·
Van Tienhoven ·
Röell ·
Pierson ·
Kuyper ·
De Meester ·
Heemskerk ·
Cort van der Linden ·
Ruijs de Beerenbrouck I ·
Ruijs de Beerenbrouck II ·
Colijn I ·
De Geer I ·
Ruijs de Beerenbrouck III ·
Colijn II ·
Colijn III ·
Colijn IV ·
Colijn V ·
De Geer II ·
Gerbrandy I ·
Gerbrandy II ·
Gerbrandy III ·
Schermerhorn-Drees ·
Beel I ·
Drees-Van Schaik ·
Drees I ·
Drees II ·
Drees III ·
Beel II* ·
De Quay ·
Marijnen ·
Cals ·
Zijlstra* ·
De Jong ·
Biesheuvel I ·
Biesheuvel II* ·
Den Uyl ·
Van Agt I ·
Van Agt II ·
Van Agt III* ·
Lubbers I ·
Lubbers II ·
Lubbers III ·
Kok I ·
Kok II ·
Balkenende I ·
Balkenende II ·
Balkenende III* · 
Balkenende IV ·
Rutte I ·
Rutte II · 
Rutte III ·
Rutte IV ·  
Schoof

* rompkabinet